# 蒂諾蘇鄉
44°49′N 26°01′E / 44.817°N 26.017°E
蒂諾蘇鄉（羅馬尼亞語：Comuna Tinosu, Prahova），是羅馬尼亞的鄉份，位於該國中南部，由普拉霍瓦縣負責管轄，面積18平方公里，海拔高度117米，2007年人口2,417，人口密度每平方公里134人。